# Fred Holtes
Frederik (Fred) Hendrik Holtes, född 3 mars 1920 i Amsterdam, död 4 mars 1991 i Skarpnäcks församling, Stockholm, var en nederländsk-svensk arkitekt. 
Holtes, som var son till byggmästare Frits Holtes och Maria Meyer, utexaminerades från tekniskt gymnasium i Amsterdam 1941 och var kontrollant hos Bond van Nederlandse Architecten 1942. Han utexaminerades från Academie voor Bouwkunst i Amsterdam 1949 och var därefter anställd på Cornelis Johannes Henkes arkitektkontor i Amsterdam och  på Cornelis Wilhelmus Schalings arkitektkontor. Han anställdes hos arkitekt Tore Virke i Stockholm 1951 och hos Åke E. Lindqvist & Co Arkitektkontor AB 1954. Han var senare förste byråarkitekt vid byggnadslovsbyråns ytterstadssektion på stadsbyggnadskontoret i Stockholms kommun.